# HMS Vigorous
Le HMS Vigorous (pennant number : P74) est un sous-marin de classe V de la Royal Navy.

## Engagements
Le HMS Vigorous fut construit par Vickers-Armstrongs à Barrow-in-Furness. Sa quille est posée  le 14 décembre 1942. Il est lancé le 15 octobre 1943 et mis en service dans la Royal Navy le 13 janvier 1944. Son nom peut se traduire en français par « vigoureux ». Et de fait, son insigne représentait une scène de la mythologie gréco-romaine : Héraclès enfant, déjà assez fort pour étrangler dans chaque main un des serpents qui avaient été envoyés par Héra pour le tuer au berceau.
Le sous-marin a opéré pendant les dernières étapes de la Seconde Guerre mondiale. Le 26 septembre 1944, le HMS Vigorous (commandant : le Lieutenant J.C. Ogle, DSC, RN) torpilla et coula le navire marchand allemand Salomea (751 tonneaux, ex-navire grec Evangelos Nomikos) au large de Cassandréia, en Grèce.
Le sous-marin a été désarmé après la guerre et a été démantelé pour la ferraille à Stockton-on-Tees, le 23 décembre 1949.